# Juan Alvarado Marín

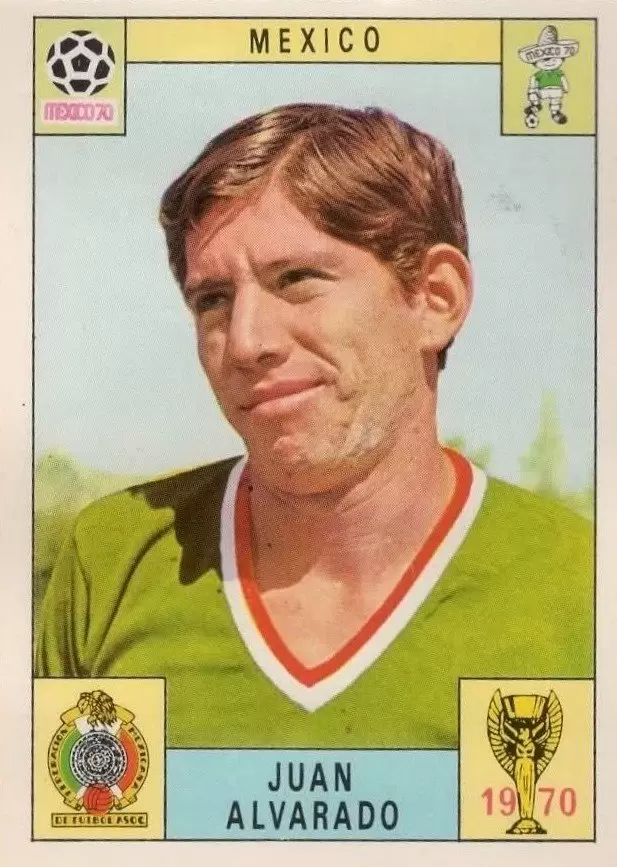
Sticker von Juan Alvarado Marín für die Panini Sticker Kollektion, Mexiko 1970

Juan Alvarado Marín (* 27. Dezember 1948 in Zamora, Michoacán) ist ein mexikanischer Fußballtrainer und ehemaliger -spieler auf der Position des Stürmers.

## Leben

### Spieler
Alvarado erhielt seinen ersten Profivertrag beim Club Universidad Nacional, für den er zwischen 1966 und 1972 spielte. Vor der Saison 1972/73 wechselte er zum Puebla FC, bei dem er bis einschließlich zur Saison 1982/83 unter Vertrag stand und mit dem er in seiner letzten Saison als Aktiver die mexikanische Fußballmeisterschaft gewann. Sowohl für den Spieler als auch den Verein war es der jeweils erste Meistertitel.

### Trainer
Sein Debüt als Trainer in der mexikanischen Primera División feierte er gegen Ende der Saison 1987/88, als er die Ángeles de Puebla für die letzten neun Saisonspiele betreute. Obwohl Alvarado mit seiner Mannschaft in diesen neun Spielen viermal gewann und drei Remis holte, endete seine Tätigkeit als Cheftrainer am Saisonende.
Seinen größten Erfolg als Trainer feierte er am Ende der Saison 1999/00, als er mit dem von ihm betreuten CD Irapuato die Meisterschaft der zweiten Liga gewann und den Aufstieg in die Primera División schaffte, in deren Saison 2000/01 er die Freseros noch über weite Strecken betreute.
Nach einer kurzzeitigen Übernahme der Tiburones Rojos Veracruz im Jahr 2002 für nur zwei Spiele betreute Alvarado fortan nur noch Mannschaften in der zweiten, dritten und vierten Liga. Viele seiner Engagements umfassten nur wenige Spiele als Cheftrainer und nur in wenigen Fällen erstreckte sich seine Tätigkeit zumindest über ein halbes Jahr.

## Erfolge

### Als Spieler
- Mexikanischer Meister: 1982/83 (mit Puebla)

### Als Trainer
- Mexikanischer Zweitligameister: 1999/00 (mit Irapuato)